# Saeta

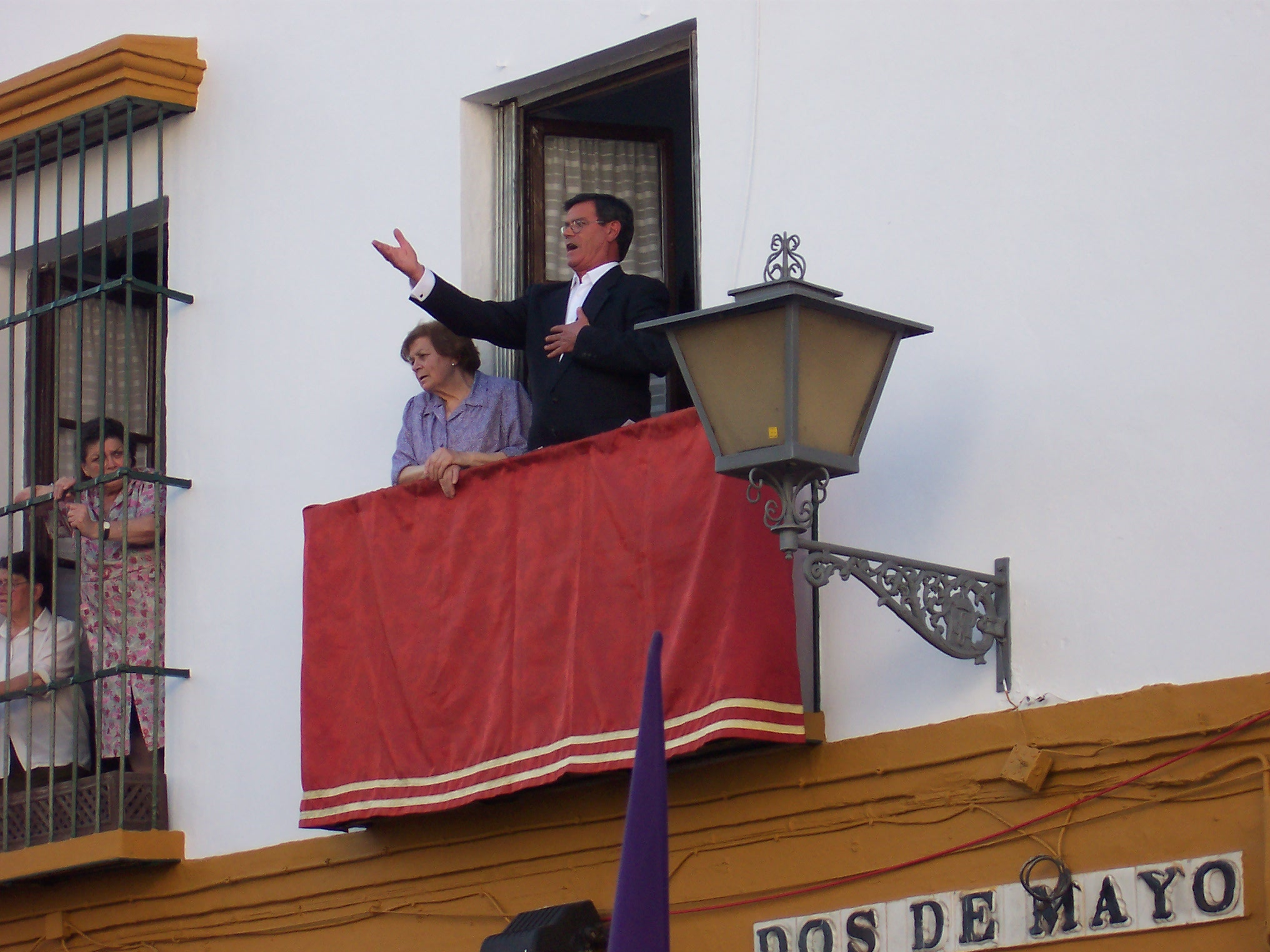
Cantando una saeta.

Le saetas sono canti religiosi spagnoli di venerazione. La saeta è generalmente improvvisata e senza accompagnamento, eseguita nelle processioni della Settimana Santa e ha origine nel folclore andaluso. Si tratta di una melodia di esecuzione libera, piena di lirismo, di influenza araba. Attinge allo stile del cante jondo proprio della tradizione musicale del flamenco.
Il testo è composto di vari versi ottonari e ha sempre un significato religioso che allude ai fatti e personaggi della Passione. Si canta in onore delle immagini dei pasos (macchine a spalla) che sfilano per le strade durante la Settimana Santa.

## Musica e interpretazione
La Saeta è un canto religioso spagnolo risalente molti secoli addietro. La Saeta antigua [vecchia Saeta] probabilmente sorse dalla recitazione di salmi sotto l'influenza della musica liturgica. "Le Saetas variano fortemente in forma e stile, classificabili dalle semplici melodie sillabiche alle molto più complesse e ornamentali." Fin dal XIX secolo, comunque, le Saetas più in uso hanno incorporato distinti elementi associati alla musica del Flamenco, particolarmente le siguiriyas.
La Saeta è meglio conosciuta per il suo risvolto doloroso e luttuoso durante la Settimana Santa, quando dalla tradizione cattolica il canto è eseguito durante le processioni da religiosi confraternite che vanno per le strade di città e villaggi nel sud della Spagna. Possedendo una intensità emozionale nei lamenti, e pregnanza drammatica, la Saeta è cantata dal saetero, spesso da un balcone, e può essere indirizzata alla statua di Gesù sottostante, nella sua agonia lungo la via Via Dolorosa, o a quella della sofferente madre Maria. Queste e altre statue sono montate su piattaforme e portate lungo le strade sulle spalle dai penitenti che passano tra la folla. L'immediata commovente risposta della Saeta, spesso di intensa contrizione, può essere la ragione del suo nome, poiché la parola saeta in spagnolo significa "freccia o freccetta" (o anche "germoglio di vite" o "lancetta di orologio" o "ago magnetico").
Le Saetas sono cantate devozionalmente all'aperto nei giorni di Quaresima, o anche durante il periodo di Natale. Una speciale forma di Saeta (la saeta carcelera) è cantata durante le visite nelle prigioni da parte di alcune confraternite. Molte delle città dell'Andalusia hanno un loro peculiare stile di Saeta.
È frequente cantare a cappella. Derivate dal flamenco, le musiche sono le melismas, tercios, e altri ornamenti. Essendo una dei cantes a palo seco, il cantore può anche essere accompagnato da tamburi battenti, o da corni. Ogni accompagnamento è in genere in 2/4 o 6/8. Comunemente il saetero canta in chiave minore finendo sulla dominante; la velocità [meter] dei differenti versi sarà spesso variata secondo l'interpretazione. Vengono considerate le origini Arabe ed ebraiche.
I palos del flamenco adottati dalla Saeta includono specialmente le siguiriyas e le martinetes, altri includono la saeta por soleares, por polos, por cañas, e por fandangos. Il cantore Manuel Torre (1878-1933) era rinomato per le sue Saeta.
Di un diverso retaggio, la Saeta è diventata un frutto artistico emozionante di molte culture. I Gitani "si sentono identificati con gli episodi della Passione e considerano Gesù come un fratello caduto in disgrazia che soffre persecuzione e morte." Niente ovviamente può sostituire, per la dedizione e il contegno, il testimone della Saeta.
"La saeta, dunque, costituisce la sintesi antropologica dell'andaluso (profondità, plasticità, signoria, dolore metafisico) incoronata a santità. La saeta esige il massimo di veracità passionale, per il fatto che a nessuno è dato arrampicarsi nell'audacia delle sue ayes senza la potenza e la certezza che offre la possessione eroica del dolore."
Si dice che gli Andalusi devono parlare a Dio durante la Settimana Santa, cantando la Saeta durante la processione della cofradía essendo una modalità di scelta.

## Audio e Video
- Maestros de la Saeta. Semana Santa en Sevilla (CD by Planet Records 1993). Evidentemente dal 1930 al 1960s, includendo la famosa Niña de los Peines e Manuel Vallejo.
- YouTube presenta video di recenti interpretazioni di Saeta, alcune durante la processione della Settimana Santa.

## Saeta e altri forme musicali
- Joaquín Turina, "Jueves Santo a medianoche (Desfile de una cofradía por una callejuela)" in his Sevilla. Suite pintoresca, Opus 2, no. 2 (Sevilla 1908) [Classical].
- Miles Davis, "Saeta" in his album Sketches of Spain (Columbia Records: recorded 1959-1960, released 1960), at band 4 (5:06), written by Gil Evans [Jazz].